# Ford G13
Der Ford Taunus 12M/15M war die erste Neukonstruktion eines PKW der deutschen Ford-Werke (FK) nach dem Zweiten Weltkrieg. Das Fahrzeug der unteren Mittelklasse wurde zwischen 1952 und 1959 als Taunus 12M (Entwicklungsname: Ford G13, umgangssprachlich: „Weltkugel“) angeboten. Zwischen 1955 und 1959 war es auch mit stärkerem Motor als Taunus 15M (Ford G4B) erhältlich. 1959 löste das überarbeitete Modell Ford G13 AL (umgangssprachlich „Seitenstreifentaunus“) – angeboten als Taunus 12M – beide Modelle ab und wurde bis 1962 gebaut. In einzelnen Publikationen wird für die komplette Baureihe der Entwicklungsname P1 angegeben.

## Weltkugeltaunus (1952–1959)

### Allgemeines
Bereits 1949, ein Jahr nach dem Beginn der Nachkriegsproduktion im Werk Köln, begann die Planung für das neue Pontonmodell unter dem Codenamen G13. Wieder kamen die Ideen für den neuen Wagen von Ford USA. Der Vorschlag war nach dem Vorbild des Studebaker Champion entworfen worden; die Kölner Konstruktionsabteilung passte ihn an deutsche Verhältnisse an. Statt des Propellers am Studebaker wurde die für diesen Wagen typische kleine Weltkugel anstelle einer Kühlerfigur gewählt. In der Mitte der Atlantik etwa nördlich des Äquators, umfasst die Globuskalotte sowohl die USA als auch Europa.
Anfangs war die Hupe direkt hinter der Weltkugel angebracht, was jedoch die Schallausbreitung in Fahrtrichtung stark behinderte, so dass das Signalhorn fortan hinter dem Kühlergrill positioniert wurde. Weil man in Köln keine Erfahrung mit der Konstruktion selbsttragender Karosserien hatte, bemühte man sich um eine Kooperation mit anderen deutschen Automobilherstellern. Letztlich erhielten die Kölner Unterstützung von Ford France.
Vom Weltkugeltaunus entstanden 247.174 12M und 127.942 15M.

### Taunus 12M und Taunus 12 (G13 und G13 A, 1952–1959)
Der neue Wagen sollte eigentlich den 1,5-Liter-Motor erhalten, der beim Vormodell nicht verwirklicht worden war. Es war zwar eine obengesteuerte Maschine entwickelt, aber aus Kostengründen verworfen worden. Man dachte auch an einen anderen Namen: Nach Köln, Rheinland, Eifel und Taunus hätte es fast zwangsläufig Hunsrück sein können. Die Begeisterung für diesen Namen hielt sich allerdings in Grenzen. So blieb es bei „Taunus“, zur Unterscheidung vom Vorgänger ergänzt durch den Namen Meister. Diese Bezeichnung war aber für einen deutschen Fahrradhersteller geschützt. So wurde daraus das Meisterstück, in Verbindung mit dem Hubraum des Motors (in Dezilitern) also kurz der 12M.
Die neue zweitürige, glattflächige Pontonkarosserie mit Rädern im Format 4J × 13 und dem vom Vorgänger bekannten Vierzylinder-Ottomotor mit 1172 cm³ – erstarkt auf 38 PS (28 kW) bei 4250/min – wurde im Januar 1952 vorgestellt. Der Motor hatte eine Bohrung von 63,5 mm und einen Hub von 92,5 mm, die Bordspannung betrug 6 Volt. Damit erreichte der Wagen eine Höchstgeschwindigkeit von 112 km/h (Kombi 105 km/h), die Beschleunigung von 0 auf 100 km/h betrug 38 Sekunden, wobei der 12M 9–9,5 Liter auf 100 Kilometer verbrauchte. Der Tank war im Heck des Wagens verbaut und fasste 34 Liter.
Ab Dezember 1952 wurden Cabriolets (von der Karl Deutsch GmbH gefertigt) mit zwei oder vier Sitzen angeboten. Alle Wagen hatten nach amerikanischem Vorbild auch vorn eine durchgehende Sitzbank.
Die Vorderräder waren an ungleich langen, schraubengefederten Doppelquerlenkern einzeln aufgehängt, während hinten weiterhin eine Starrachse an Blattfedern eingebaut war. Die Kraft wurde über ein Dreiganggetriebe mit Lenkradschaltung (nicht Viergang wie beim Vorgänger) an die Hinterräder weitergeleitet. Ab März 1953 gab es gegen Aufpreis auch ein Vierganggetriebe. Zu diesem Zeitpunkt wurde auch der dreitürige Kombi (G13K) eingeführt.

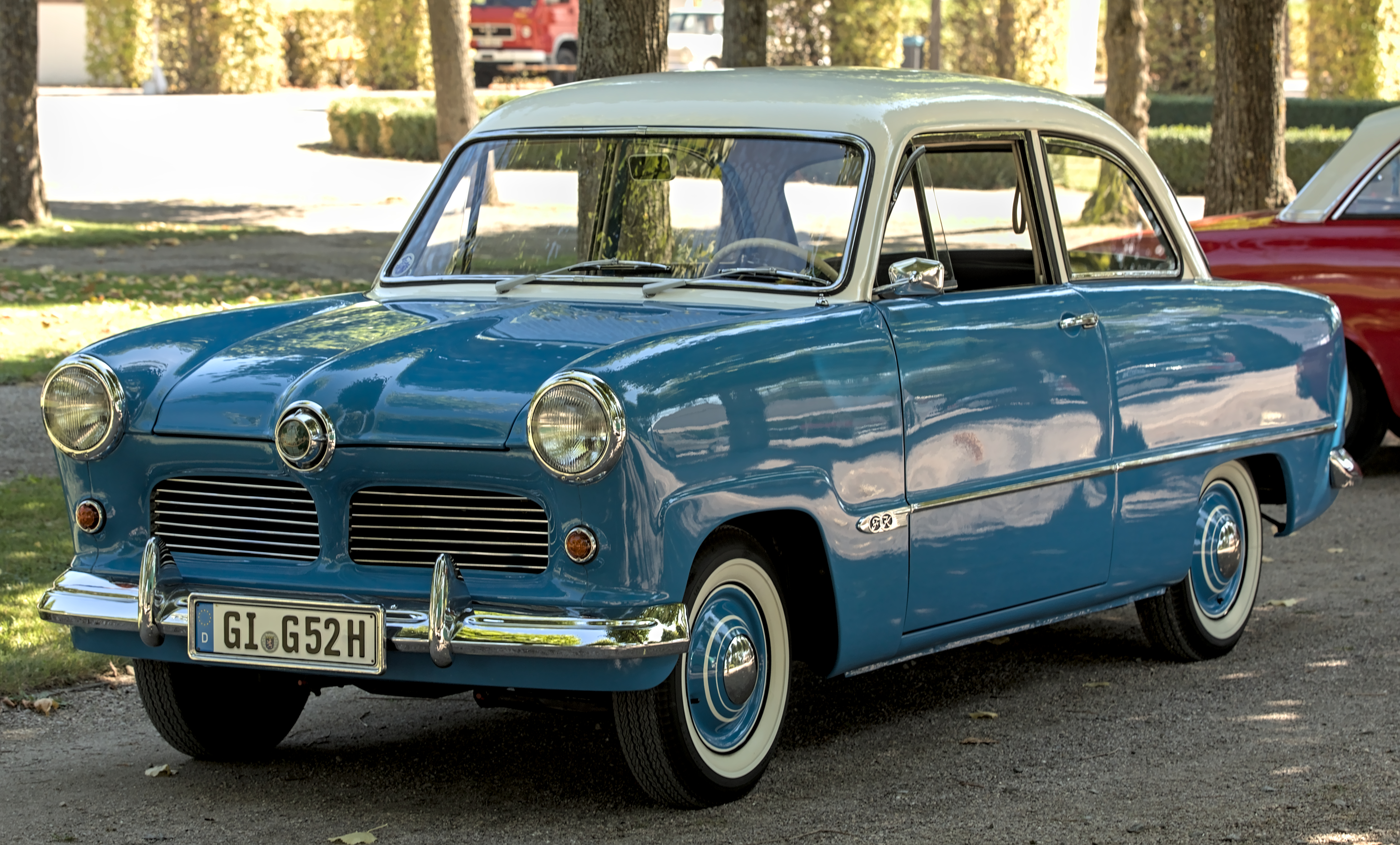
Ford Taunus
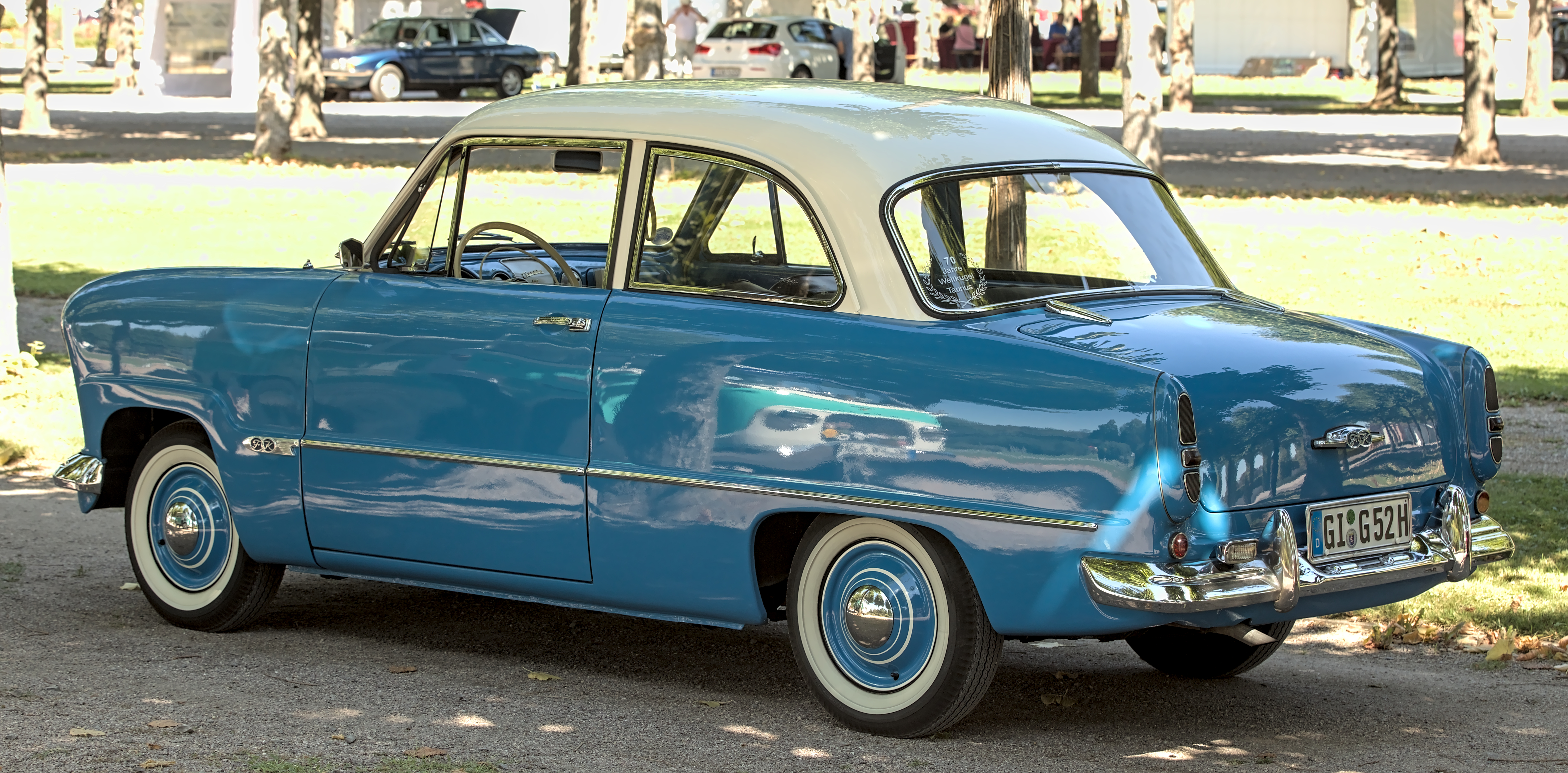
Heckansicht
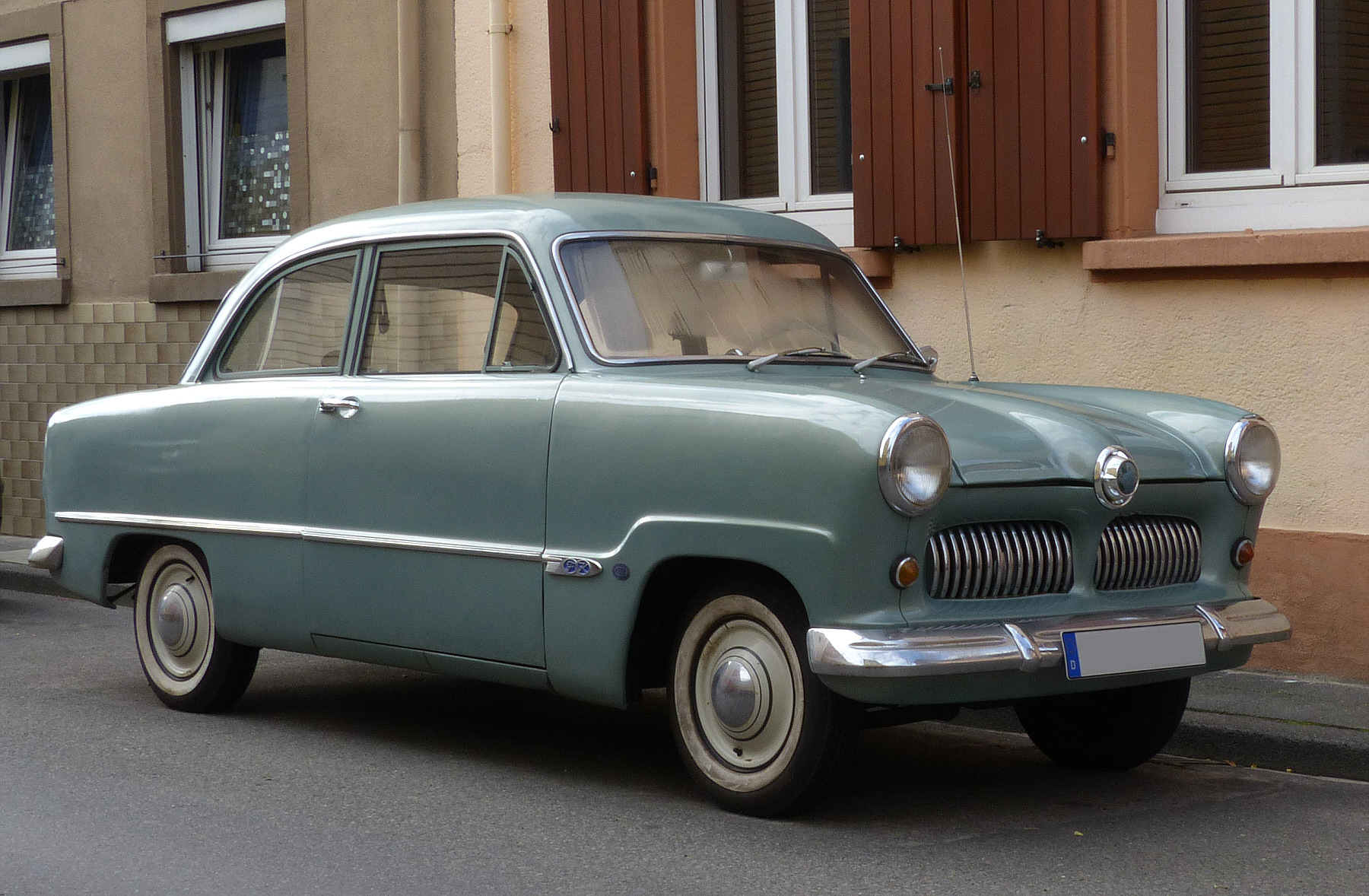
Ford Taunus 12M (1955–1958)
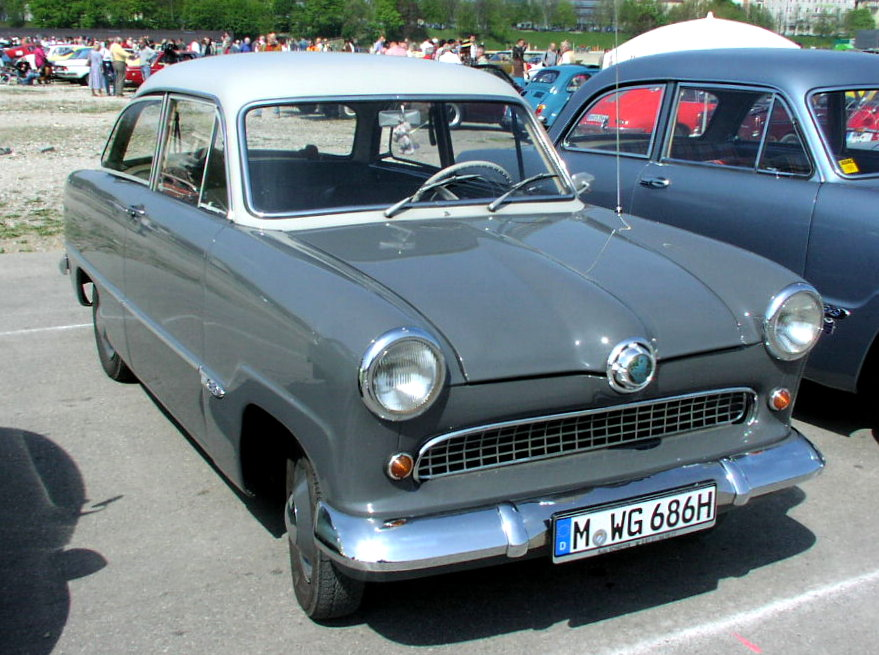
Taunus 12M (1958/1959)
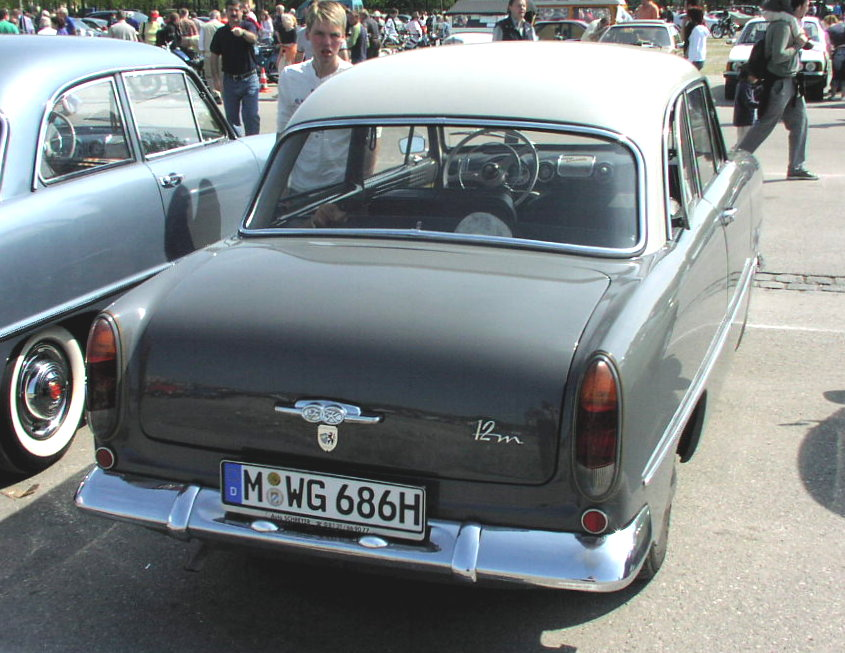
Heckansicht (1958/1959)
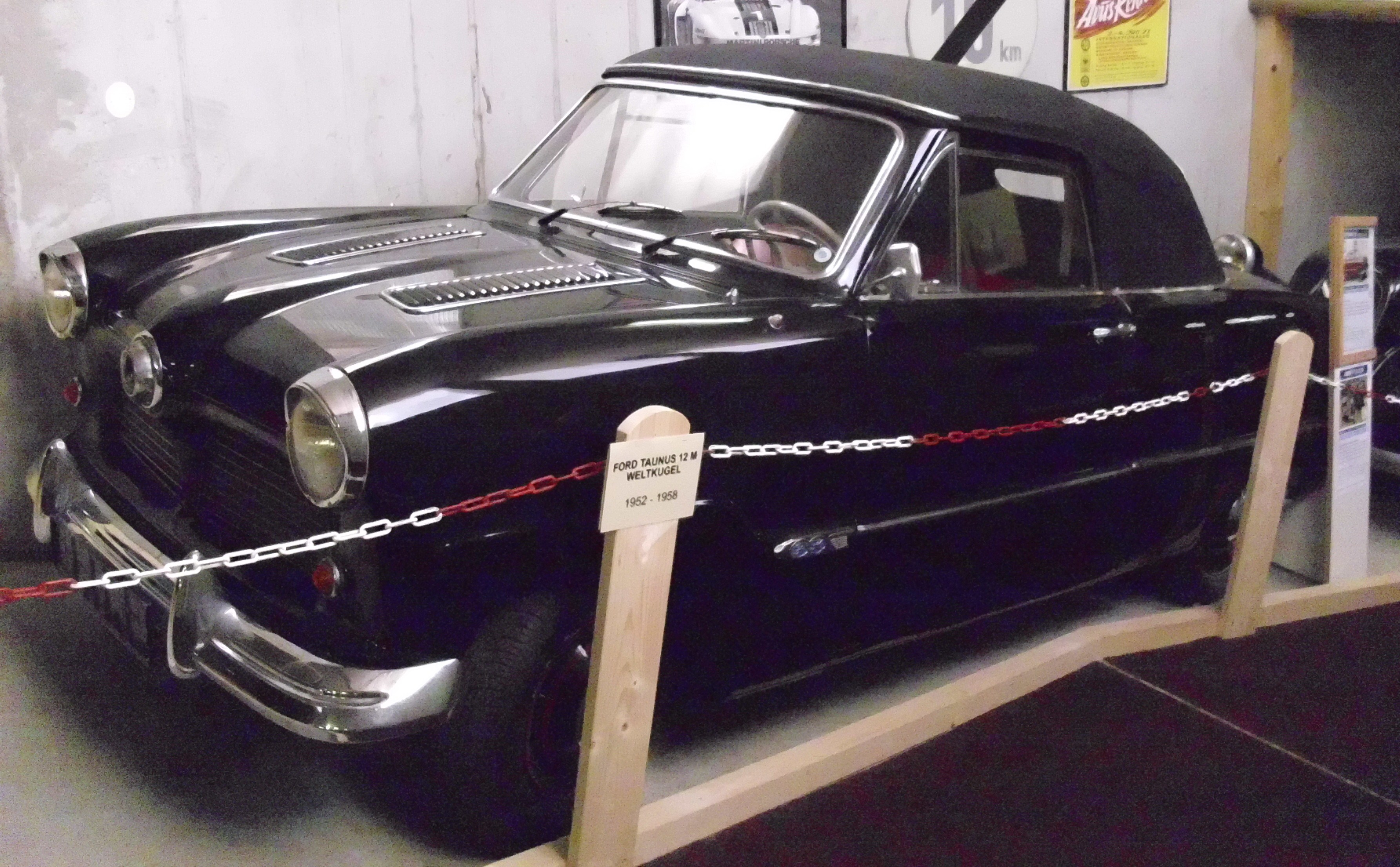
Taunus 12M als Cabriolet
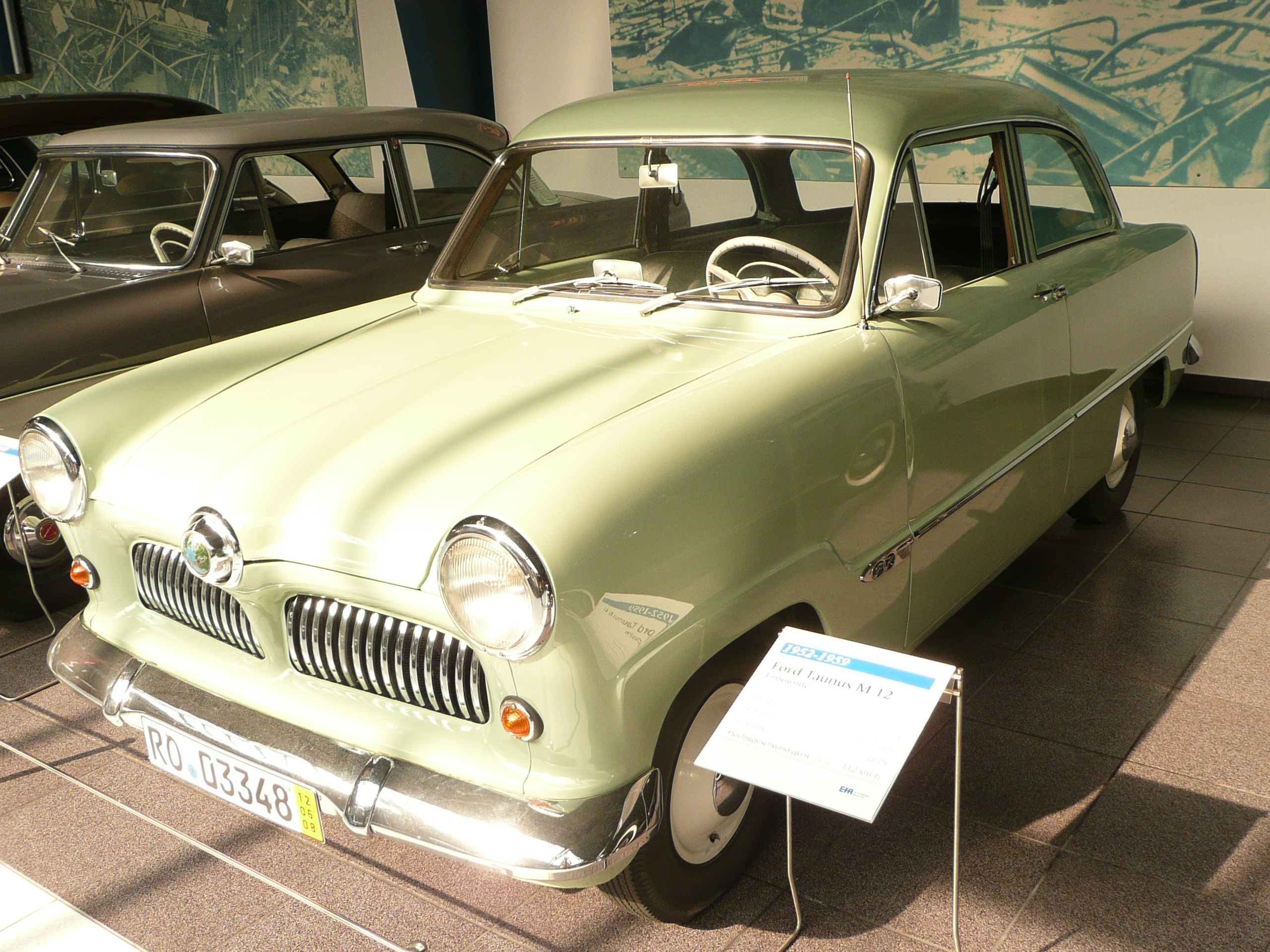
Ford Taunus 12 M 1952 im EFA-Museum Amerang
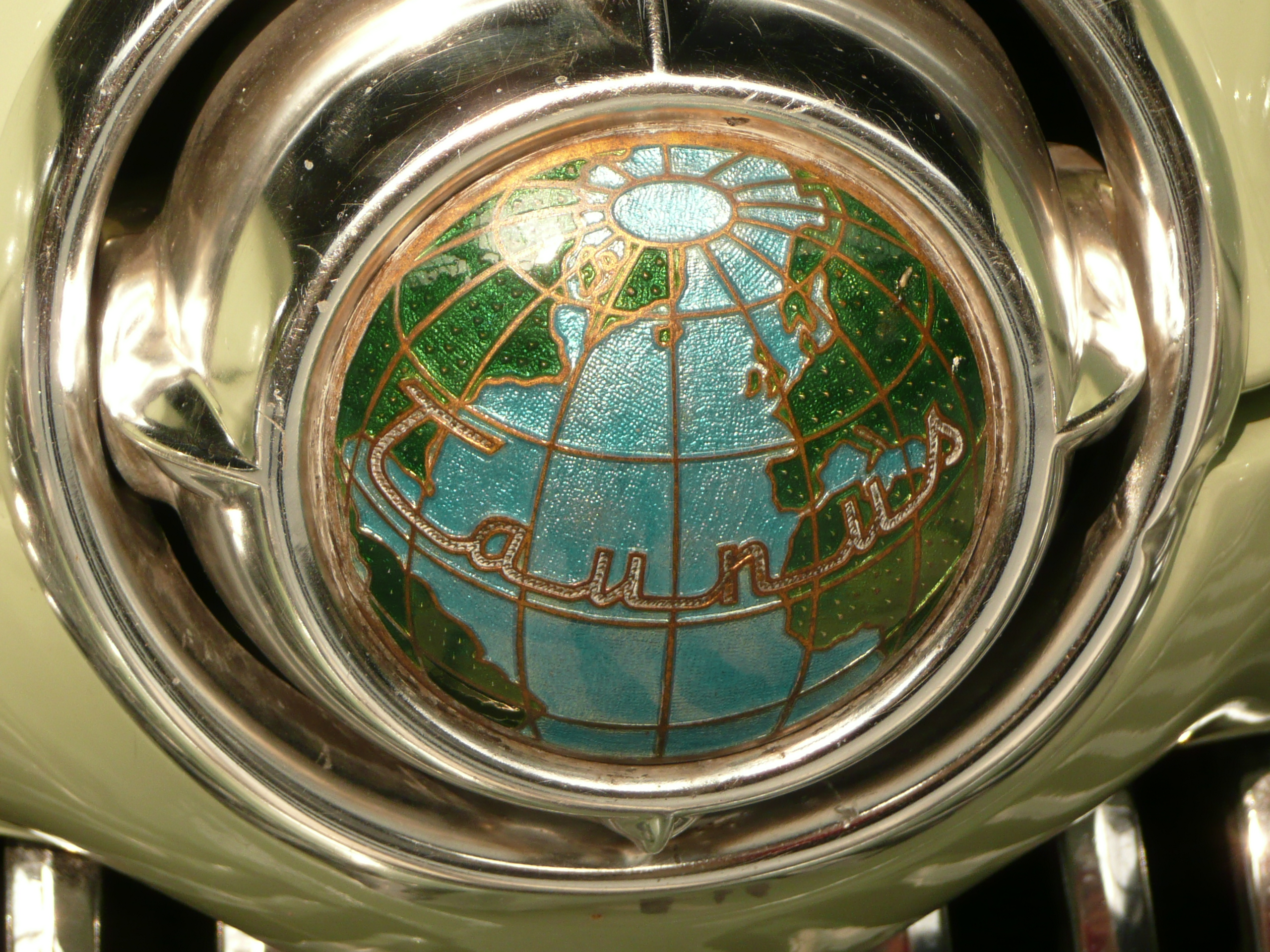
Weltkugel an einem Ford Taunus 12 M von 1952 im EFA-Museum Amerang

Der Taunus 12M war zwar ein gut gelungenes und hochwertiges Fahrzeug, aber 37 % teurer als der Vorgänger, der zuletzt für weniger als 5500 DM angeboten worden war. Deshalb entschloss sich die Geschäftsleitung im Dezember 1952, einen abgespeckten Taunus 12 (G13 A) herauszubringen. Er trug keinen Chromschmuck, hatte den Schalthebel in der Wagenmitte (was damals als sehr unmodern galt) und war vorn mit zwei nicht verstellbaren Einzelsitzen aus Rohrgestell ausgestattet, die dünn mit Polsterstoff überzogen waren. Der Taunus 12, der nur als zweitürige Limousine lieferbar war, kostete anfangs mit 6060 DM 700 DM weniger als der normale Taunus 12M. Wer Lenkradschaltung haben wollte, musste 40 DM Aufpreis zahlen.
1955 wurde das Modell überarbeitet. Der geteilte Kühlergrill bekam senkrechte Chromstäbe. Der Basispreis für den Taunus 12M lag nun bei 5850 DM, sodass der vereinfachte Taunus 12 entfallen konnte.
Auf Wunsch war ab 1957 die automatische Kupplung „Saxomat“ erhältlich.
1958 wurden die Chromstäbe im Kühlergrill durch ein Gitter ersetzt.

### Taunus 15M (G4B, 1955–1959)
Im Frühjahr 1954 unternahm die Geschäftsleitung einen neuen Anlauf, den schon seit 15 Jahren geplanten 1,5-Liter-Ottomotor in den Taunus zu bringen. Die Mittelklasse wurde von Wagen mit Hubräumen um 1,5 Liter, wie dem Opel Olympia Rekord, der Borgward Isabella, dem Fiat 1400 und dem Peugeot 403 besetzt, und der Taunus 12M war eher als Konkurrenzmodell zum VW Käfer zu sehen. Ford hatte im höheren Segment nichts anzubieten. Gerne hätte man einen komplett neuen Mittelklassewagen entwickelt, hatte dafür aber nicht genügend Geld. So setzte die Konstruktionsabteilung bei dem Anfang der 1950er-Jahre beiseitegelegten größeren Motor für den Taunus 12M an.
Der neue Motor basierte zwar noch auf der Grundkonstruktion mit seitlicher Nockenwelle des Ford Eifel der 1930er-Jahre, hatte aber – erstmals bei Ford – hängende Ventile. Die dreifach gelagerte Kurbelwelle war hohl gegossen. Mit 82 mm Bohrung und 70,9 mm Hub war der Motor kurzhubig ausgelegt und leistete mit 1498 cm³ Hubraum 55 PS (40 kW) bei 4250/min. Der Wagen hatte die 12M-Karosserie mit anderen Anbauteilen. Die Fahrzeugfront erhielt einen gröber unterteilten Kühlergrill mit durchgehender waagrechter Leiste und tropfenförmigen Blinkleuchten an den Kotflügeln. Die schmalen Rückleuchten bekamen etwas größere, geriffelte Streuscheiben.
Im Januar 1955 wurde der neue Ford vorgestellt, der es nun immerhin motorseitig mit der Mittelklasse-Konkurrenz aufnehmen konnte. Er war in den gleichen Karosserievarianten verfügbar wie der Taunus 12M. Wahlweise war ab 1957 bei Dreiganggetrieben die automatische Kupplung „Saxomat“ erhältlich. Eine Annehmlichkeit, die aufgrund ihrer Unzuverlässigkeit kaum Zuspruch beim Käufer fand.
Ab September 1955 gab es neben dem Taunus 15M eine deLuxe-Version. Der Wagen hatte im Kühlergrill sieben senkrechte Chromspangen (die ursprünglich aus Stoßfängerhörnern entstanden waren) und eine Zweifarbenlackierung. Scheibenwaschanlage, schlauchlose Reifen, Rückfahrscheinwerfer, Sonnenblenden mit Make-up-Spiegel und eine Lichthupe – die erste bei einem deutschen PKW – gehörten zur Serienausstattung.
Bei der Überarbeitung 1958 bekam der 15M den gleichen vergitterten Kühlergrill wie der 12m.

## Seitenstreifentaunus (G13 AL, 1959–1962)
1959 sah die Konzernführung in den USA in der Aufspaltung zwischen Taunus 12M und 15M eine schädliche Verzettelung. Ursprünglich sollte der 12M eingestellt werden. Angesichts des angekündigten Opel 1200 entschied sich Ford jedoch dafür, den 15M aufzugeben und die Mittelklasse-Kunden an den seit 1957 angebotenen Taunus 17M zu binden. Nach der Modellpflege deutlich umgestaltet, war der Taunus 12M etwas niedriger und ohne seine typische Weltkugel. Stattdessen bekam er breite weiße Seitenstreifen, die ihm den Spitznamen „Seitenstreifen-Taunus“ einbrachten. Technische Neuerungen waren unter anderem eine weicher ausgelegte Federung mit längeren Federwegen und Torsions-Stabilisator an der Vorderachse.

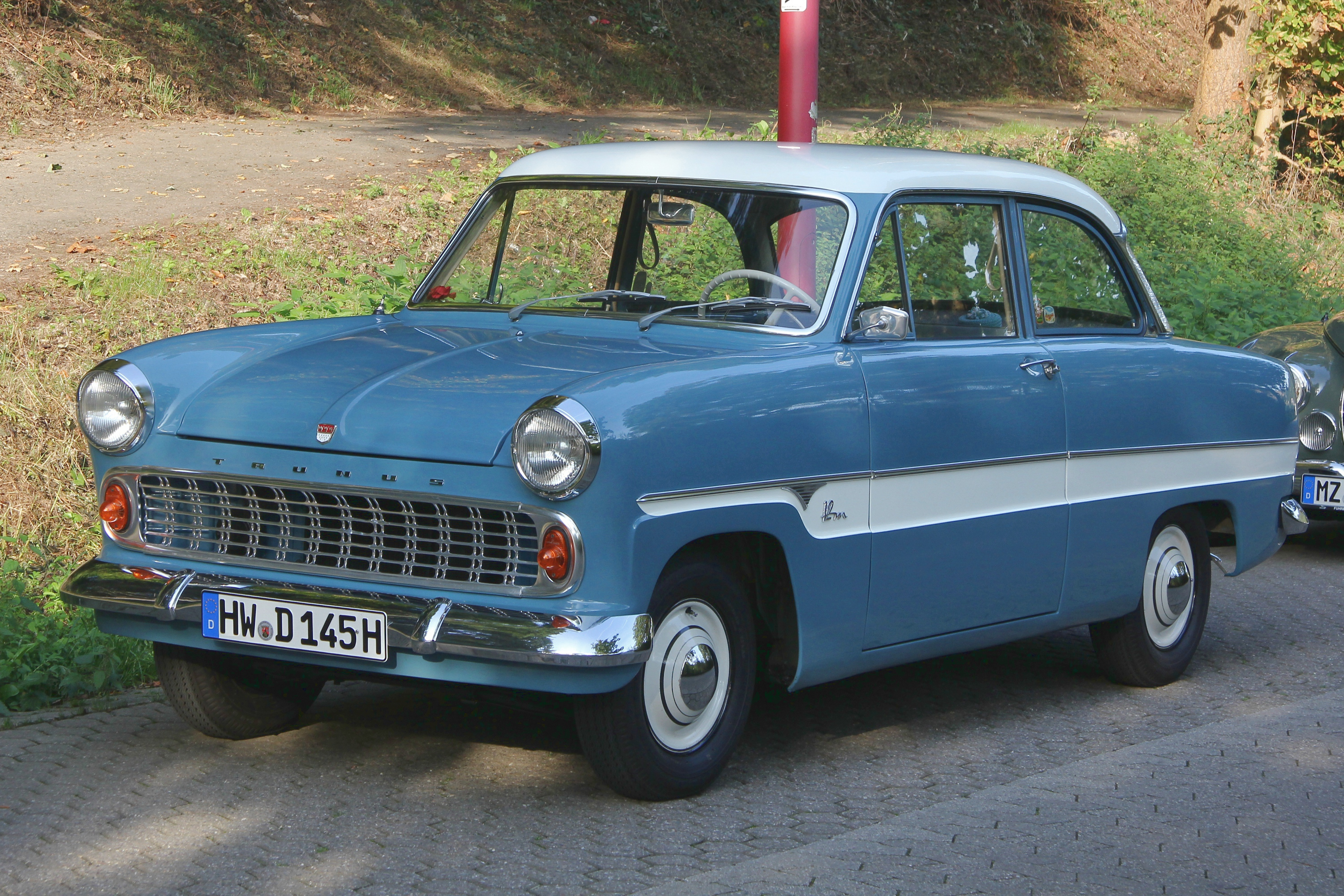
Taunus 12M (1959–1962)
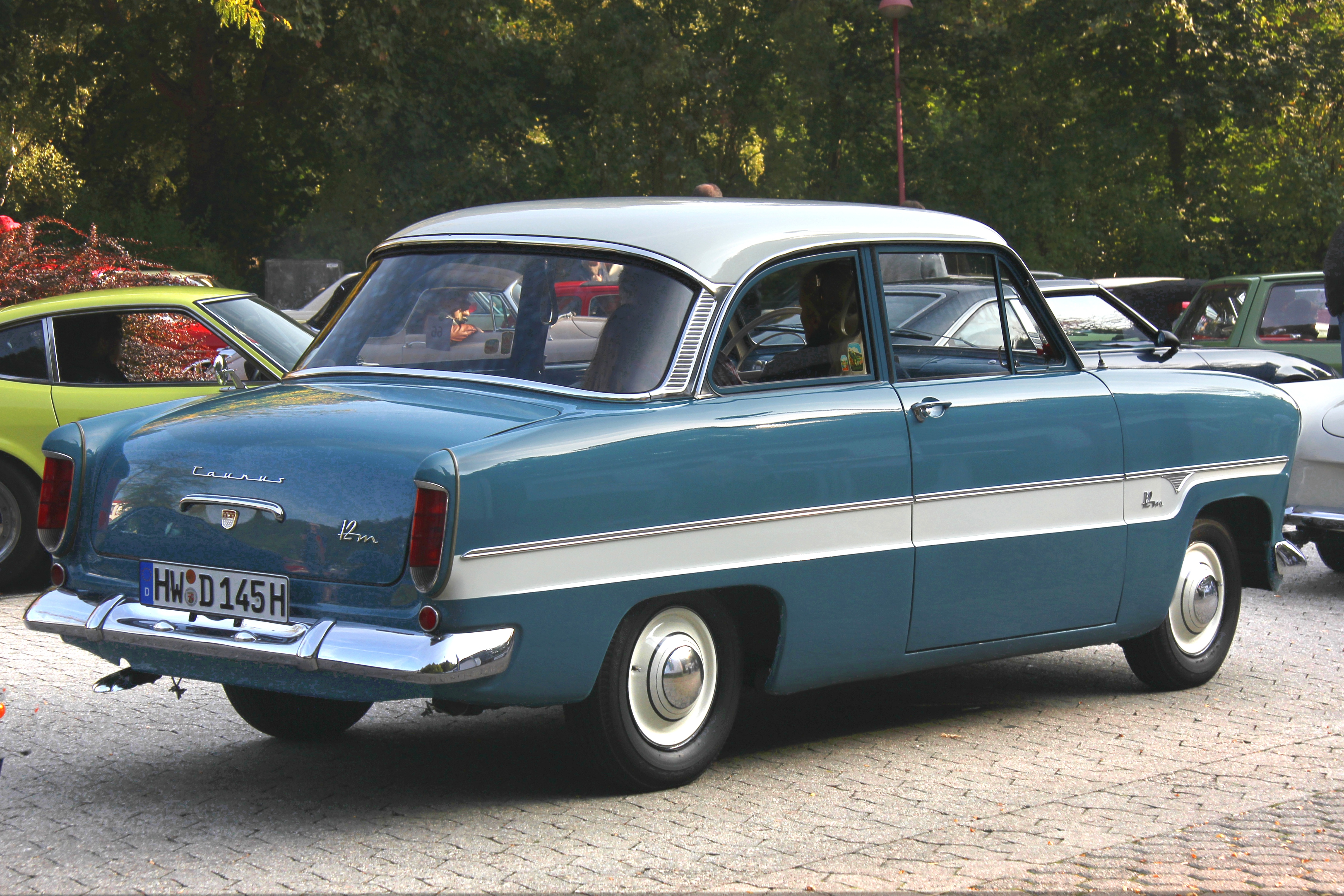
Heckansicht
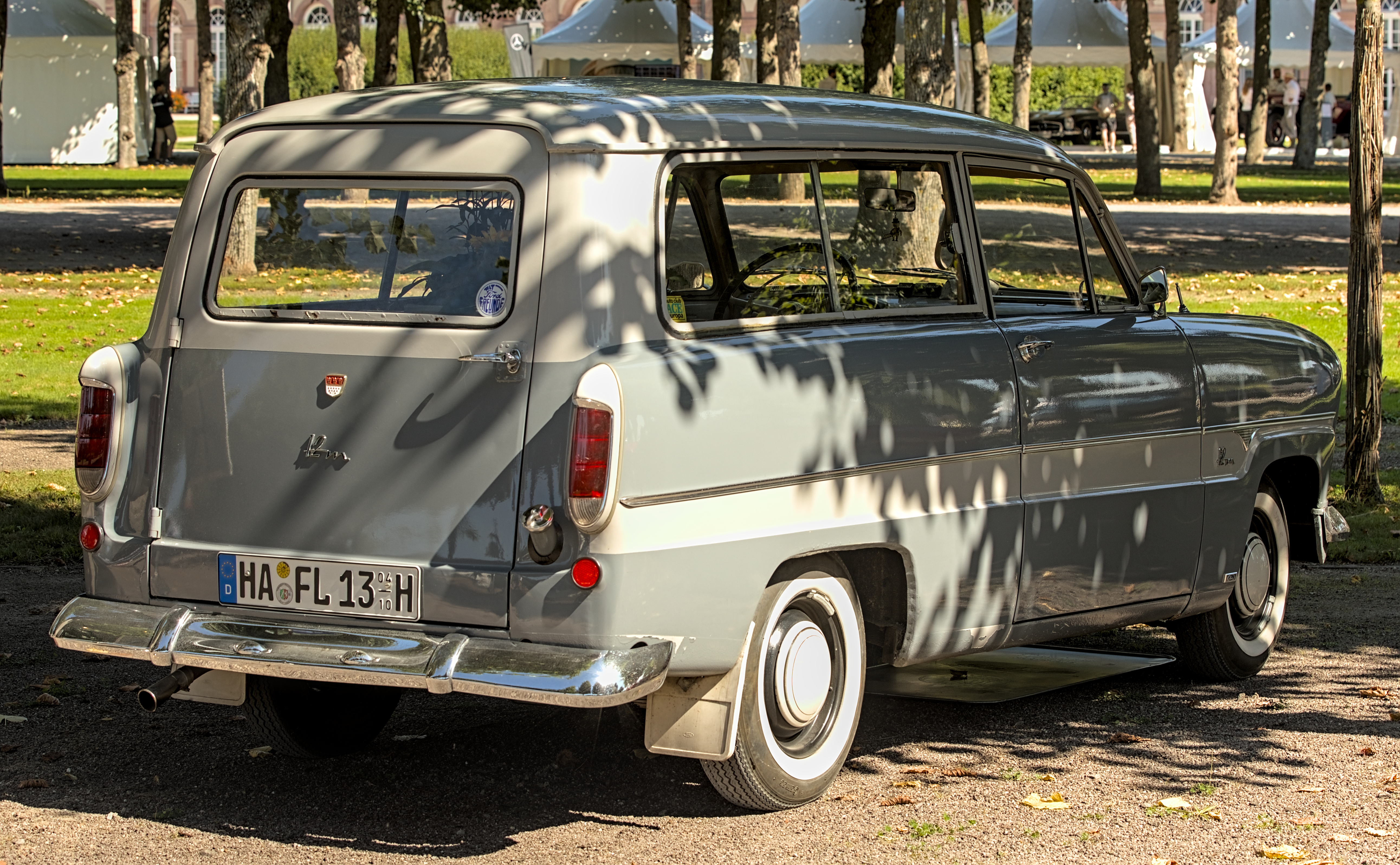
Taunus 12M Kombi

Weil die Ford-Geschäftsleitung fürchtete, weitere Kunden an Opel, Borgward, FIAT und Peugeot zu verlieren, wurde bei der Präsentation des Taunus 12M im September 1959 dann doch wieder der moderne 1,5-Liter-Motor gegen 110 DM Aufpreis angeboten. Auch dieser Taunus 12M Super (einen Taunus 15M gab es erst wieder 1966 mit dem Taunus P6) wurde als zweitürige Limousine, dreitüriger Kombi und zweitüriges Cabriolet hergestellt.
1961 wurde der Taunus 12M mit dem in seiner Grundkonstruktion von 1935 stammenden 1,2-Liter-Motor nochmals geringfügig technisch überarbeitet, wobei das Cabriolet entfiel. Im August 1962 endete die Produktion des Taunus G13 AL, der vom völlig neuen Taunus P4 mit V-Motor und Frontantrieb ersetzt wurde.
In drei Jahren entstanden vom Seitenstreifen-Taunus 245.614 Einheiten, davon 56.843 mit dem 1,5-Liter-Motor.

## Produktion
| Typ          | 1952  | 1953  | 1954  | 1955  | 1956  | 1957  | 1958  | 1959  | 1960   | 1961  | 1962  | SUMME  |
| ------------ | ----- | ----- | ----- | ----- | ----- | ----- | ----- | ----- | ------ | ----- | ----- | ------ |
| 12 M         | 30642 | 34011 | 37858 | 15787 | 18287 | 17094 | 24323 | 47586 | 94408  | 41625 | 34014 | 395635 |
| 12M Kom.     | 8     | 1877  | 4302  | 0     | 4     | 2873  | 2881  | 5062  | 6255   | 2698  | 0     | 25960  |
| 12M 1.5 Kom. |       |       |       |       |       |       |       | 842   | 3338   | 2614  | 0     | 6794   |
| 15 M         |       |       | 465   | 35877 | 38872 | 25877 | 2484  | 7231  | 29763  | 19849 | 0     | 160418 |
| 15 M Kom.    |       |       | 6     | 6792  | 7709  | 4890  | 1155  | 0     | 0      | 0     | 0     | 20552  |
| SUM.         | 30650 | 35888 | 42631 | 58456 | 64872 | 50734 | 30843 | 60721 | 133764 | 66786 | 34014 | 609359 |

Die Angaben sind aus Werner Oswald Deutsche Autos 1945–1975 von 1979 entnommen.

## Technische Daten
|                        | Taunus 12M (1952)                           | Taunus 15M (1955)                           |
| ---------------------- | ------------------------------------------- | ------------------------------------------- |
| Motor:                 | Vierzylinder-Viertakt-Reihenmotor           | Vierzylinder-Viertakt-Reihenmotor           |
| Hubraum:               | 1172 cm³                                    | 1498 cm³                                    |
| Leistung:              | 38 PS (28 kW) bei 4250/min                  | 55 PS (40 kW) bei 4250/min                  |
| Max. Drehmoment:       | 7,56 mkp (74 Nm) bei 2200/min               | 11,7 mkp bei 2400/min                       |
| Verdichtung:           | 6,8:1                                       | 7,0:1                                       |
| Ventilsteuerung:       | stehende Ventile, untenliegende Nockenwelle | hängende Ventile, untenliegende Nockenwelle |
| Höchstgeschwindigkeit: | 112 km/h                                    | 128 km/h                                    |
| Leergewicht:           | 850 kg                                      | 930 kg                                      |